# Fernández de Heredia

Armas de Fernández de Heredia

Fernández de Heredia es un apellido de origen aragonés que designa a una de las principales familias nobles del antiguo reino de Aragón. La familia fue fundada por García Fernández de Heredia (Lorenzo según algunas fuentes), señor de Zurita, y pronto se bifurcó en varias ramas a partir de sus hijos. 
Las distintas ramas fundaron varios señoríos de importancia histórica en el Reino de Aragón siendo el linaje reconocido por Carlos I de España en las cortes de Monzón de 1528 como una de las "ocho grandes Casas de Aragón". Dieron importantes figuras del Reino como Juan Fernández de Heredia, gran maestre de la Orden de San Juan, o García Fernández de Heredia, arzobispo de Zaragoza.

## Historia

### Historia inicial
El apellido proviene de la localidad alavesa de Heredia. Dada la cercanía geográfica, se ha propuesto que llegaron al sur de Aragón acompañado al noble de origen navarro Pedro Ruiz de Azagra cuando este estableció el señorío de Albarracín en 1167. Así, se han identificado diferentes personajes usando el toponómico de Heredia durante los siglos XIII y XIV, que participaron en diferentes eventos como la conquista de Valencia por Jaime I.
Pese a ello, el primer miembro atestiguado del linaje es un Lorenzo o García Fernández de Heredia, señor de Zurita a principios del siglo XIV. Este Lorenzo o García fue alcaide del castillo de Ródenas. Sus hijos generaron las ramas en las que inicialmente se dividió el linaje:
- La de Blasco Fernández de Heredia, justicia de Aragón, comandante durante la guerra de los dos Pedros y señor de Los Fayos. Este fue padre de García Fernández de Heredia, arzobispo de Zaragoza activamente involucrado en los conflictos del Compromiso de Caspe, y Blasco II Fernández de Heredia, señor de Aguilón y Botorrita que continuó la rama de la familia. Esta rama continuó por Juan Fernández de Heredia y Blasco III Fernández de Heredia.[5]
- Donosa Fernández de Heredia, de la que se genera otra rama a raíz de su matrimonio con Sancho González de Heredia, infanzón de Calatayud.[4] Esta rama daría origen a los señores de Sisamón.
- La de Juan Fernández de Heredia, gran maestre de la Orden del Hospital que dejó varios hijos legitimados. No siendo la línea principal, Blasco Fernández adquirió el castillo de Mora de Rubielos para los descendientes de su hermano.[6] Esta rama dio lugar al religioso Gonzalo Fernández de Heredia y de Bardají, que llegaría alcanzar el cargo de arzobispo de Tarragona, así como a varios descendientes que mantendrían el apellido[5] y ampliaron el patrimonio de esta rama.[7]

### El  condado de Fuentes
Las ramas de Juan Fernández y Blasco Fernández terminaron reuniéndose a raíz de la muerte sin herederos de Blasco III. Gonzalo Fernández de Heredia entabló un pleito que terminó con la reunificación del patrimonio familiar tras un siglo de disputas. Su hijo Juan Fernandez de Heredia y Bardají fue gobernador de Aragón y en 1508, recibió el título de condes de Fuentes, que incluía el dominio de Fuentes de Ebro, Mediana, Fuendetodos, Jaulín, María de Huerva y Botorrita. Para 1528 fueron listados como uno de los ocho grandes linajes del reino de Aragón, formando habitualmente partido con otras importantes familias como los Fernández de Híjar o los Jiménez de Urrea.
El condado de Fuentes permaneció en manos del linaje hasta el fallecimientos sin hijos del XIV conde de Fuentes, Juan Jorge Fernández de Heredia y Fernández de Híjar en 1728. Con el tiempo generaron una gran variedad de sublinajes, con gente de dicha casa habitando Tosos, Calatayud, Calatorao, Burbáguena y La Almunia de Doña Godina. 

### El condado de Contamina
Los Fernández de Heredia de Sisamón entraron en un conflicto con los Liñán, señores de Cetina, que se cerró con boda el 10 de marzo de 1509 de Juan Fernández de Heredia, señor de Sisamón, con Jerónima de Liñan, hija y heredera del señor de Cetina y Contamina Miguel de Liñán. Dicho matrimonio causó la unión de ambas casas, pacificó la comarca y sentó las bases del futuro condado de Contamina en manos de los Fernández de Heredia.

## Mecenazgo
El gran desarrollo político de la rama de los señores de Mora a partir del Gran Maestre de la Orden de San Juan, Juan Fernández de Heredia, produjo gran cantidad de obras como el castillo-palacio de Sorgues en Francia, fortificaciones de Aviñón y Teruel, el castillo-palacio y colegiata de Mora de Rubielos, con los sepulcros de Juan Gil Fernández de Heredia y su hermana Violante Juana Fernández de Heredia, la iglesia de San Francisco en Teruel, construida por el Arzobispo de Zaragoza García Fernández de Heredia, la colegiata y castillo-palacio de Caspe, donde estuvo el sepulcro del Gran Maestre desaparecido en la Guerra Civil, o el conjunto mural de la Ermita de Santa Ana en Alfambra donde un miembro del linaje se halla retratado como mecenas.

## Miembros notables
- Blasco Fernández de Heredia, aragonés, descendiente bastardo del rey Jaime I de Aragón.[cita requerida]
- García Fernández de Heredia (1335-1411), de Munébrega, hijo de Blasco Fernández de Heredia.
- Juan Fernández de Heredia, político, diplomático, gobernante y escritor (de Munébrega, Zaragoza, reino de Aragón), siglo XIV.
- Alonso Fernández de Heredia, gobernador de Florida, gobernador de Yucatán y después gobernador de Guatemala, a mediados del siglo XVIII.